# 第36回NHK紅白歌合戦
『第36回NHK紅白歌合戦』（だいさんじゅうろっかいエヌエイチケイこうはくうたがっせん）は、1985年（昭和60年）12月31日にNHKホールで行われた、通算36回目のNHK紅白歌合戦。21時から23時45分にNHKで生放送された。

## 概要
- 「フレッシュ紅白」をテーマに掲げ、原則として同年に発売された新曲（ただし、菅原洋一は1976年発売の「歓びの日に」、鳥羽一郎は1982年発売の「兄弟船」、チェッカーズは1984年発売の「ジュリアに傷心」を歌唱）を披露させる構成を採り、安全地帯（「悲しみにさよなら」）、原田知世（「早春物語」）、吉川晃司（「にくまれそうなNEWフェイス」）、C-C-B（「Lucky Chanceをもう一度」）ら初出場歌手を含めて、若者ウケを意識した大幅な路線変更を図り、前年までよりもアイドルやバンドの出場枠を一気に増やすなど、それまでの紅白のカラーとは一線を画した出場者人選が為された。松原のぶえは苦節7年にして念願の紅白初出場。デビュー作である「おんなの出船」を熱唱した。
- 両組司会は森昌子・鈴木健二（3年連続）が担当。前者は1970年代後半に幾度か紅組司会の有力候補に挙がっていた。
- 紅組司会については、当初、前回担当者の森光子や美空ひばり（この年の『思い出のメロディー』司会）の起用案があり、実際ひばりに打診が行われるもひばりが辞退したため実現せず。その後、「終戦40年」を意識した人選が行われ、終戦年生まれでNHKドラマ『夢千代日記』主演で第二次黄金期を迎えていた吉永小百合、この年上期の連続テレビ小説『澪つくし』のヒロイン（この年の『思い出のメロディー』でコーナー進行役も担当）・沢口靖子、終戦年生まれの水前寺清子が候補に挙がり、小林幸子も控えとして残った（これら候補はひばり起用構想を立てた時点で、ひばりが辞退の方針を示した場合の腹案として持っていた）。そんな中、森進一との結婚・引退が噂され各種人気歌手調査で1位を獲得していた昌子の起用を決めたという[1]。打診を受けた当初昌子は事前に辞退を申し入れたが、番組側が懇請したため結局承諾した。なお、当時昌子は密かに「紅白は今回が最後」と決意していた。
- 白組司会については、鈴木以外に吉川精一（この年のテレビ実況担当）、松平定知（当時NHKアナウンサー、後に第40回（1989年）、第41回（1990年）で総合司会に起用された）、千田正穂（この年の総合司会）が候補に挙がっていたという[2]。
- 第32回（1981年）で一旦廃止された「乾杯の歌」を流した上での入場行進が復活した。
- 昌子が「愛傷歌」で紅組トリを務めた（白組トリおよび大トリは進一の「女もよう」）。同一回で組司会とトリを兼任したケースは第21回（1970年）のひばり以来2人目だが、ひばりは組司会・大トリであり、組司会・トリのパターンは今回の昌子が初めてである。その紅組トリでは、紅組の歌手リーダーで紅組司会4回担当の経験がある水前寺[3]の曲紹介に送られ、曲中では鈴木や水前寺などに励まされたが、大粒の涙が流れて止まらず、途中1番目の歌詞が歌えなくなる事態になった。当時昌子と同じホリプロ所属の石川さゆりらが助けて歌う程であったが、その後昌子は2番目の歌詞はなんとか歌い終えた。最後には、当時まだ婚約前の進一に抱き抱えられて話題をさらった。2人は翌1986年10月1日に結婚し、昌子は芸能界を引退。その16年後の第52回（2001年）、昌子は16年ぶりに紅白へ復帰している（なお、その4年後の2005年4月に2人は離婚に至った[4]）。
- 白組トップバッターだった吉川晃司は真っ赤な衣装で登場し、「にくまれそうなNEWフェイス」の歌が始まるや否や、ステージ上にシャンパンを撒き散らす行為を行い、使用したギターに火を付けて燃やすなどのパフォーマンスを披露した。ただし番組の進行上、ギターを破壊するシーンが放映されることはなかった。吉川が歌唱を終えたステージ上にはシャンパンの水しぶきが残っており、シブがき隊の「スシ食いねェ!」歌唱中、布川敏和が足を滑らせて2回も転倒した。この転倒については吉川のせいではなく、事前に予定していたパフォーマンスであったと布川は話している。またこの一件をきっかけに、翌年から用心棒役として和田アキ子が復帰する事になったという。
- その吉川の後は河合奈保子の「デビュー」であり、吉川の出番が終わった直後にイントロが流れ始めたが、吉川がまだステージ上に残っていたため、その煽りを食らった河合が同曲の出だしが歌えなくなってしまうというハプニングが発生。
- シブがき隊は当時レコード未発売（翌年2月に発売）であった「スシ食いねェ!」（『みんなのうた』1985年12月-1986年1月の曲として使用）を歌唱。
- 常連だった西城秀樹（第45回（1994年）に再出場）、新沼謙治（翌年復帰）ら演歌・歌謡曲歌手が多く落選。また、鈴木は番組途中の衣装替えでC-C-Bの曲紹介の際に、そのファッションとドラムスの笠浩二のピンク色の髪、特徴的な髪型を真似たコスチュームで登場している。
- 第32回（1981年）から設けられていた歌手リーダー制は今回で一旦撤廃された。
- 第34回（1983年）から設けられていた「金杯・銀杯」も今回限りで廃止された（金杯=昌子、銀杯=細川たかし。昌子の金杯受賞により優勝旗は水前寺が持った）。今回の「金杯・銀杯」のデザインも福田繁雄が担当し、前回同様見る向きを変えると音符に見えたり、ト音記号に見えたりするユニークなものであった。
- この年春に神田正輝と入籍し、芸能活動を休止していた松田聖子が本紅白のステージで一時的に復活を果たした（その後聖子は神田沙也加の出産のため再び休業、それから公に姿を見せたのは丁度1年経った翌1986年大晦日の、TBS系列『第28回日本レコード大賞』と『第37回NHK紅白歌合戦』である）。聖子から安全地帯、原田知世、沢田研二と続く4組はステージ中央に作られたシャトーのようなセットをバックに紅組勢は華麗なドレスを身にまとっての歌唱・白組勢は夜をイメージした幻想的な演出でバンド演奏を披露し、トップバッターの聖子はオープンカーに乗って現れ華麗なパフォーマンスで魅せた。また、この4組の歌につき、一つの連続した物語を構成するというコンセプトで演出が行われたため（セットの様子も玄関前〈聖子〉－屋内〈安全地帯・原田〉－バルコニー前〈沢田〉と切り替わっていった）、司会者による歌手・曲紹介なしで4組続けて歌を披露していった（前半の中森明菜→田原俊彦→小柳ルミ子→郷ひろみについても同様の演出が取られた）。
- この年の阪神タイガース日本一を祝し、当時阪神監督の吉田義男が審査員に選出され、さらにハーフタイムショーで「六甲颪」のBGMに乗せてそのファンである出場歌手がサインボールを観客に向けて投げた。
- 同じくハーフタイムショーで『澪つくし』が取り上げられ、同作の脚本家で審査員を務めたジェームス三木の協力のもと本紅白のために同作最終回後の解決編として、「めでたづくしの澪つくし」とのコーナーが制作された。まずは桜田淳子が昌子へ花束を渡しに登場。続いて津川雅彦、加賀まりこ、草笛光子も本編での衣装で登場し「あの後（最終話の後）一体どうなったのか?」という会場担当アナウンサーの問いに、三木が「罪滅ぼしに今日は『澪つくし』の解決編をご覧に入れます」とコメント。本編同様にオープニングテーマと葛西聖司（当時NHKアナウンサー）によるナレーションが流れる中、白無垢姿の沢口、紋付袴姿の川野太郎が登場しての寸劇の後、出場歌手による「銚子大漁節」の歌や踊りが披露された[5]。なお紅白内企画として、朝ドラの特別編を放送するのは今回が初であった。
- 出場歌手発表前には『週刊平凡』（1985年8月9・16日合併号、28頁）が「紅組トリ（大トリ）はひばりと聖子（この年デビュー5周年）の争いになるのでは?」と報じていた。
- 前回に続いて紅組が優勝(スコアは22-11のダブルスコア)。なお、紅組の連続優勝はこれを最後に第66回（2015年）、第67回（2016年）まで途絶えている。
- 今回以降、大半70%を超えていた視聴率は急速に低下することになった。今回の平均視聴率は、関東地区では66.0%[6]で、前回よりも12.1ポイントも低下。今回を最後に関東地区での平均視聴率60%台超は達成されていない。また、関西地区は55.5%[6]で、阪神タイガースが21年ぶりにセ・リーグ優勝を決めた試合となった10月16日のヤクルト対阪神戦（関西テレビ）の56.7%を下回り、同地区において年間視聴率首位の座を明け渡した[7]。
- 鈴木は今回を最後に白組司会から退いた。翌年の大晦日は自身の母親の葬儀の日となった[8]。なお翌年の第37回では、今回総合司会を務めた千田が先輩の鈴木に替わって白組司会に起用されたほか、同じく今回テレビ中継を務めた吉川が後輩の千田に替わって総合司会に起用された。鈴木は白組司会は最後となったものの、第40回（1989年）でゲスト出演している。
- 当時56歳の鈴木は白組司会の最年長記録となっている。ただし、男性司会者としての最年長記録は第56回（2005年）の当時61歳のみのもんたとなっている。
- 今回まで初出場から23年連続出場をした北島三郎は翌年の第37回は出場が決まりながら、黒い交際の発覚で降板することになり、今回で一旦連続出場が途絶えた。なお、北島は2年後の第38回（1987年）で再出場を果たし、以後第64回（2013年）まで27年連続出場をした。
- 1990年・1995年・2003年に『思い出の紅白歌合戦』（BS2）で再放送された。

## 司会者
- 紅組司会：森昌子
- 白組司会：鈴木健二アナウンサー
- 総合司会：千田正穂アナウンサー
- テレビ中継：吉川精一アナウンサー
- ラジオ中継：金子辰雄アナウンサー

## 演奏
- ステージ：豊岡豊とスィング・フェイス・東京放送管弦楽団（指揮 豊岡豊）
- オーケストラボックス：小田啓義とニューブリード・東京放送管弦楽団（指揮 小田啓義）
  - 長年、ニューブリードを率いたダン池田がバンドマスターを引退。
- ゲスト
  - CO-CóLO - 沢田研二のバックバンド

## 審査員
- 三田佳子（女優）：翌年の大河ドラマ『いのち』の主人公・高原（岩田）未希役。
- 中村吉右衛門（歌舞伎俳優）：翌年のNHK新大型時代劇『武蔵坊弁慶』の主人公・武蔵坊弁慶役。
- 高野悦子（映画プロデューサー）：この年より東京国際女性映画祭のプロデューサーを務める。
- 小池一夫（劇画作家）：漫画『子連れ狼』の原作者。
- 武原はん（舞踊家）：この年、日本芸術院会員に選任。
- ジェームス三木（脚本家）：この年上期の連続テレビ小説『澪つくし』の作者。
- 山口洋子（作家・作詞家）：この年『演歌の虫』『老梅』で第93回直木賞受賞。
- 吉田義男（阪神タイガース監督）：この年タイガースを初の日本一に導き全国に虎フィーバーを巻き起こした。
- 大地真央（女優）：『武蔵坊弁慶』の巴御前役。
- 北尾光司（大相撲・大関）：この年大相撲九州場所で好成績を挙げ大関に昇進。
- 遠藤利男･NHK番組制作局長
- ほか地方審査員のみなさん16名[9]と会場審査員（NHKホールの観客全員）

## 大会委員長
- 川口幹夫･NHK放送総局長

## 出場歌手
紅組、      白組、      初出場、      返り咲き。
| 曲順 | 組 | 歌手名       | 回 | 曲目                      |
| ---- | -- | ------------ | -- | ------------------------- |
| 1    | 紅 | 石川秀美     | 初 | 愛の呪文                  |
| 2    | 白 | 吉川晃司     | 初 | にくまれそうなNEWフェイス |
| 3    | 紅 | 河合奈保子   | 5  | デビュー                  |
| 4    | 白 | シブがき隊   | 4  | スシ食いねェ!             |
| 5    | 紅 | テレサ・テン | 初 | 愛人                      |
| 6    | 白 | 千昌夫       | 13 | あんた                    |
| 7    | 紅 | 小泉今日子   | 2  | なんてったってアイドル    |
| 8    | 白 | チェッカーズ | 2  | ジュリアに傷心            |
| 9    | 紅 | 柏原芳恵     | 2  | し・の・び・愛            |
| 10   | 白 | C-C-B        | 初 | Lucky Chanceをもう一度    |
| 11   | 紅 | 岩崎宏美     | 11 | 決心                      |
| 12   | 白 | 山本譲二     | 5  | 男詩                      |
| 13   | 紅 | 中森明菜     | 3  | ミ・アモーレ              |
| 14   | 白 | 田原俊彦     | 6  | 華麗なる賭け              |
| 15   | 紅 | 小柳ルミ子   | 15 | 乾杯!                     |
| 16   | 白 | 郷ひろみ     | 13 | Cool                      |
| 17   | 紅 | 研ナオコ     | 9  | 帰愁                      |
| 18   | 白 | 三波春夫     | 28 | 夫婦屋台                  |
| 19   | 紅 | 松原のぶえ   | 初 | おんなの出船              |
| 20   | 白 | 鳥羽一郎     | 初 | 兄弟船                    |
| 21   | 紅 | 早見優       | 3  | PASSION                   |
| 22   | 白 | 菅原洋一     | 19 | 歓びの日に                |
| 23   | 紅 | 松田聖子     | 6  | 天使のウィンク            |
| 24   | 白 | 安全地帯     | 初 | 悲しみにさよなら          |
| 25   | 紅 | 原田知世     | 初 | 早春物語                  |
| 26   | 白 | 沢田研二     | 13 | 灰とダイヤモンド          |
| 27   | 紅 | 川中美幸     | 5  | 男じゃないか              |
| 28   | 白 | 大川栄策     | 3  | 男って辛いよな            |
| 29   | 紅 | 水前寺清子   | 21 | 人生夢三味線              |
| 30   | 白 | 細川たかし   | 11 | 望郷じょんから            |
| 31   | 紅 | 島倉千代子   | 29 | 夢飾り                    |
| 32   | 白 | 近藤真彦     | 5  | ヨイショッ!               |
| 33   | 紅 | 八代亜紀     | 13 | 命火                      |
| 34   | 白 | 北島三郎     | 23 | 十九のまつり              |
| 35   | 紅 | 石川さゆり   | 8  | 波止場しぐれ              |
| 36   | 白 | 村田英雄     | 24 | 男の一生                  |
| 37   | 紅 | 小林幸子     | 7  | 夫婦しぐれ                |
| 38   | 白 | 五木ひろし   | 15 | そして…めぐり逢い         |
| 39   | 紅 | 森昌子       | 13 | 愛傷歌                    |
| 40   | 白 | 森進一       | 18 | 女もよう                  |

- 前回の出場歌手の中より今回不選出となった歌手は以下。
  - 紅組：髙橋真梨子・高田みづえ[10]・堀ちえみ・牧村三枝子・都はるみ[11]
  - 白組：芦屋雁之助・西城秀樹・舘ひろし・新沼謙治

## ゲスト出演者
- 桜田淳子（女優。この年上期の連続テレビ小説『澪つくし』のヒロインの異母姉・板東律子役。「めでたづくしの澪つくし」）
- 津川雅彦（俳優。同じく『澪つくし』のヒロインの父・板東久兵衛役。同上）
- 加賀まりこ（女優。同じく『澪つくし』のヒロインの母・古川るい役。同上）
- 草笛光子（女優。同じく『澪つくし』の惣吉の母・吉武とね役。同上）
- 沢口靖子（女優。同じく『澪つくし』のヒロイン・古川かをる役。同上）
- 川野太郎（俳優。同じく『澪つくし』のヒロインの最初の夫・吉武惣吉役。同上）
- 和泉雅子（女優。この年女性初の北極点を目指したが途中断念。沢田研二と川中美幸の曲間）